# Chorizanthe breweri
Chorizanthe breweri är en slideväxtart som beskrevs av S. Wats.. Chorizanthe breweri ingår i släktet Chorizanthe och familjen slideväxter. Inga underarter finns listade i Catalogue of Life.